# Colonia Benito Juárez, Coeneo
Colonia Benito Juárez är en ort i Mexiko.   Den ligger i kommunen Coeneo och delstaten Michoacán de Ocampo, i den södra delen av landet, 260 km väster om huvudstaden Mexico City. Colonia Benito Juárez ligger 2 054 meter över havet och antalet invånare är 103.
Terrängen runt Colonia Benito Juárez är huvudsakligen kuperad, men åt nordväst är den platt. Runt Colonia Benito Juárez är det ganska tätbefolkat, med 108 invånare per kvadratkilometer. Närmaste större samhälle är Zacapú, 18,1 km väster om Colonia Benito Juárez. I omgivningarna runt Colonia Benito Juárez växer huvudsakligen savannskog.